# Thuộc địa Delaware
Thuộc địa Delaware (tiếng Anh: Delaware Colony)  là một lãnh thổ phụ thuộc thuộc tỉnh Pennsylvania và trên thực tế là một thuộc địa của Anh ở Bắc Mỹ.
Vào đầu thế kỉ 17, khu vực này có người Lenape và có thể cả bộ lạc Assateague sinh sống. Những người châu Âu đầu tiên định cư là người Thuỵ Điển, thành lập thuộc địa Tân Thuỵ Điển tại Pháo đài Christina (nay là Wilmington, Delaware) vào năm 1638. Hà Lan chiếm thuộc địa này vào năm 1655 và sáp nhập vào Tân Hà Lan. Đến năm 1664, Anh kiểm soát khu vực này từ tay người Hà Lan. Năm 1682, William Penn, chủ nhân Giáo Hữu hội của tỉnh Pennsylvania, thuê ba quận hạ lưu sông Delaware từ Công tước James của York, người sau này trở thành Quốc vương James II.
Thuộc địa Delaware được quản lí như một phần của tỉnh Pennsylvania từ năm 1682 đến 1701, khi họ thỉnh cầu và được phép thành lập cơ quan lập pháp độc lập. Hai thuộc địa này vẫn chung một thống đốc cho đến năm 1776. Hầu hết người Anh định cư tại Delaware là tín đồ Giáo Hữu hội.
Nửa đầu thế kỉ 18, New Castle và Philadelphia trở thành cảng nhập cư chính cho khoảng 250.000 người Kháng Cách từ Ulster, được gọi là "Scotch-Irish" ở Mỹ và "Ulster Scots" ở Ireland. Delaware không có tôn giáo chính thức vào thời điểm đó.
Chiến tranh Cách mạng Mỹ bùng nổ vào tháng 4 năm 1775. Ngày 15 tháng 6 năm 1776, Hội đồng Delaware bỏ phiếu cắt đứt mọi quan hệ với Anh, thành lập tiểu bang Delaware độc lập. Ngày 4 tháng 7 năm 1776, Delaware cùng 12 thuộc địa khác tuyên bố độc lập, lập nên Hợp chúng quốc Hoa Kỳ.

## Khu định cư của người Hà Lan và người Thuỵ Điển
Từ khi người Hà Lan định cư năm 1631 đến khi bị sáp nhập vào Pennsylvania năm 1682, vùng đất sau này trở thành bang Delaware đã nhiều lần đổi chủ. Do đó, Delaware trở thành một xã hội đa dạng về nguồn gốc quốc gia và tôn giáo.
Người châu Âu đầu tiên thám hiểm thung lũng Delaware là thuỷ thủ người Hà Lan Henry Hudson trên tàu Halve Maen năm 1609, khi ông đang tìm kiếm một lối đi Tây Bắc đến châu Á. Hudson tiến vào vịnh Delaware và gọi nó là "Sông Nam". Đến năm 1610, Samuel Argall, sau khi bị gió thổi chệch hướng, đi ngang cửa sông và đặt lại tên là "sông Delaware", theo tên Thomas West, Lãnh chúa De La Warr, thống đốc thứ hai của Virginia.
Các chuyến thám hiểm tiếp theo của Cornelius May (1613) và Cornelius Hendrickson (1614) đã lập bản đồ bờ biển khu vực sau này trở thành thuộc địa và bang Delaware, để sáp nhập vào Tân Hà Lan. Người Hà Lan ban đầu tập trung định cư ở phía trên sông Delaware, tại pháo đài Nassau gần Big Timber Creek, phía nam thành phố Gloucester, New Jersey ngày nay.
Người Hà Lan và người Anh không vội định cư ở vùng đất này. Mãi đến năm 1629, các đại diện của Công ty Tây Ấn Hà Lan, Gillis Hossitt và Jacob Jansz, mới thương lượng mua đất từ người bản địa. Người Hà Lan luôn mua đất thay vì chiếm đoạt, nhưng hai bên có quan niệm khác nhau về quyền sở hữu. Người bản địa coi các khoản "thanh toán" của Hà Lan là quà tặng, chứ không phải sự chuyển nhượng đất vĩnh viễn.
Năm 1631, Hà Lan gửi 28 người đến xây dựng pháo đài tại Cape Henlopen, trên Lewes Creek, thành lập Thuộc địa Zwaanendael để khai thác dầu cá voi. Tuy nhiên, do mâu thuẫn văn hoá, toàn bộ 28 người này bị người bản địa giết hại trong vòng chưa đầy một năm. Sau đó, David Pietersz de Vries đến cùng 50 người khác, nhưng sau khi kí hiệp ước với người bản địa, ông và Công ty Tây Ấn Hà Lan quyết định khu vực này quá nguy hiểm. Họ đưa nhóm định cư mới đến New Amsterdam (New York) thay thế.
Tháng 3 năm 1638, Thuộc địa Tân Thuỵ Điển được thành lập, trở thành khu định cư châu Âu lâu dài đầu tiên ở Delaware. Con tàu Kalmar Nyckel cập bến tại Swedes' Landing (nay là Wilmington, Delaware). Dẫn đầu đoàn là Peter Minuit, cựu thống đốc Tân Hà Lan, với những người định cư Thuỵ Điển, Phần Lan, Hà Lan, Bỉ và Đức. Khu định cư đầu tiên là Pháo đài Christina, đặt theo tên Nữ vương Christina của Thuỵ Điển. Người Thuỵ Điển đã giới thiệu kiểu nhà gỗ, sau này phổ biến ở vùng biên giới Mỹ nhờ người Scotland-Ireland. Thống đốc Johan Printz cai trị từ 1643-1653, sau đó là Johan Risingh. Người Hà Lan không công nhận Tân Thuỵ Điển và đối đầu với thuộc địa này. Năm 1651, Thống đốc Peter Stuyvesant cho xây Pháo đài Casimir để bao vây Tân Thuỵ Điển. Năm 1654, người Thuỵ Điển chiếm pháo đài này và đổi tên thành Pháo đài Trinity. Đến tháng 9 năm 1655, Stuyvesant đem quân tái chiếm toàn bộ Tân Thuỵ Điển, đổi tên  thành New Amstel (sau này là New Castle), trung tâm buôn bán lông thú với người bản địa.

## Cuộc chinh phục của người Anh
Năm 1664, sau khi Đại tá Richard Nicolls chiếm New Amsterdam, Robert Carr được cử đến vùng định cư trên sông Delaware. Ông chiếm New Amstel, cướp bóc và ngược đãi dân cư, thậm chí bán một số người làm nô lệ ở Virginia. Carr đổi tên New Amstel thành New Castle.
Quân của Carr tiếp tục càn quét, đốt phá các khu định cư, bao gồm cả cộng đồng Mennonite do Pieter Plockhoy lãnh đạo gần Lewes, Delaware. Điều này chấm dứt sự cai trị của Hà Lan và tuyên bố chủ quyền của họ tại Bắc Mỹ. Anh kiểm soát Tân Hà Lan, đổi tên thành New York, đồng thời tuyên bố chủ quyền Delaware dưới quyền Công tước York (1664-1682). Tuy nhiên, Công tước và các thuộc địa Anh chưa thực sự kiểm soát Delaware, trong khi Maryland tìm cách lợi dụng tình hình để giành lấy vùng đất này.

## Quận Durham, Maryland
Từ năm 1669 đến 1672, Delaware là một hạt trực thuộc Tỉnh Maryland. Khi Công tước xứ York chuyển nhượng vùng đất này cho William Penn, đã xảy ra xung đột lợi ích với Lãnh chúa Baltimore. Tranh chấp sau đó trở thành vấn đề giữa hai gia tộc Calvert và Penn. Đến năm 1768, đường Mason-Dixon được xác lập, phân định ranh giới giữa Maryland và Pennsylvania, trao phần lớn Delaware cho Pennsylvania. Sau đó, Delaware giành được độc lập khỏi Pennsylvania và giữ vững quyền tự chủ trước Maryland.